# Лёгочная артерия
Лёгочные арте́рии (лат. arteriae pulmonales) — две крупные (до 2,5 см диаметром) ветви лёгочного ствола (truncus pulmonalis), отходящего от правого желудочка. Правая лёгочная артерия (a. pulmonalis dextra) слегка длиннее левой; до места деления на долевые ветви её длина составляет 4 см. Отходит от лёгочного ствола под углом, располагаясь сзади от восходящей аорты и верхней полой вены и спереди от правого главного бронха. Левая лёгочная артерия (a. pulmonalis sinistra) продолжает лёгочный ствол, направляясь вверх, сзади и влево, располагаясь впереди нисходящей части аорты и левого главного бронха. Каждая лёгочная артерия входит в ворота соответствующего лёгкого.

## Ветви
Ветви правой лёгочной артерии:
- - к верхней доле лёгкого:
    - верхушечная ветвь (ramus (далее — r.) apicalis) — к верхушечному сегменту лёгкого
    - задняя нисходящая ветвь (r. posterior descendens) — к нижней части заднего сегмента
    - передняя нисходящая ветвь (r. anterior descendens) — к нижней части переднего сегмента
    - задняя восходящая ветвь (r. posterior ascendens) — к верхней части заднего сегмента

  - к средней доле лёгкого:
    - латеральная ветвь (r. lateralis) — к латеральному сегменту
    - медиальная ветвь (r. medialis) — к медиальному сегменту

  - к нижней доле лёгкого:
    - верхняя (верхушечная) ветвь (r. superior (apicalis) lobi inferioris) — к верхнему сегменту нижней доли

  - базальная часть (pars basialis):
    - медиальная (или сердечная) базальная ветвь (r. basalis medialis (cardiacus)) — к медиальному базальному сегменту
    - передняя базальная ветвь (r. basalis anterior) — к переднему базальному сегменту
    - латеральная базальная ветвь (r. basalis lateralis) — к латеральному базальному сегменту
    - задняя базальная ветвь (r. basalis posterior) — к заднему базальному сегменту

Ветви левой лёгочной артерии:
- - к верхней доле лёгкого:
    - верхушечная ветвь (r. apicalis) — к верхней части верхушечно-заднего сегмента лёгкого
    - передняя нисходящая ветвь (r. anterior descendens) — к нижней части переднего сегмента
    - задняя ветвь (r. posterior) — к задней части верхушечно-заднего сегмента
    - передняя восходящая ветвь (r. anterior ascendens) — к верхней части переднего сегмента

  - язычковая ветвь (r. lingularis):
    - верхняя язычковая ветвь (r. lingularis superior) — к верхнему язычковому сегменту
    - нижняя язычковая ветвь (r. lingularis inferior) — к нижнему язычковому сегменту

  - к нижней доле лёгкого:
    - верхняя ветвь нижней доли (r. superior lobi inferioris) — к верхушечному (или верхнему) сегменту нижней доли

  - базальная часть (pars basilaris):
    - медиальная базальная ветвь (r. basalis medialis) — к медиальному базальному сегменту
    - передняя базальная ветвь (r. basalis anterior) — к переднему базальному сегменту
    - латеральная базальная ветвь (r. basalis lateralis) — к латеральному базальному сегменту
    - задняя базальная ветвь (r. basalis posterior) — к заднему базальному сегменту

См. также сегменты лёгких.

## Патология
- При длительном незаращении Боталлова протока выполняется операция: перевязка незаращенного Боталлова протока;
- Тромбоэмболия лёгочной артерии;
- Лёгочная гипертензия развивается самостоятельно либо как последствие множества различных заболеваний лёгких, кроме того, причиной могут являться болезни сердца (синдром Эйзенменгера), последствия лёгочной эмболии и склеродермы. Заболевание характеризуется уменьшением толерантности сосуда к функциональным нагрузкам. Тяжёлые формы, обычно, имеют серьёзный прогноз.

## Изображения

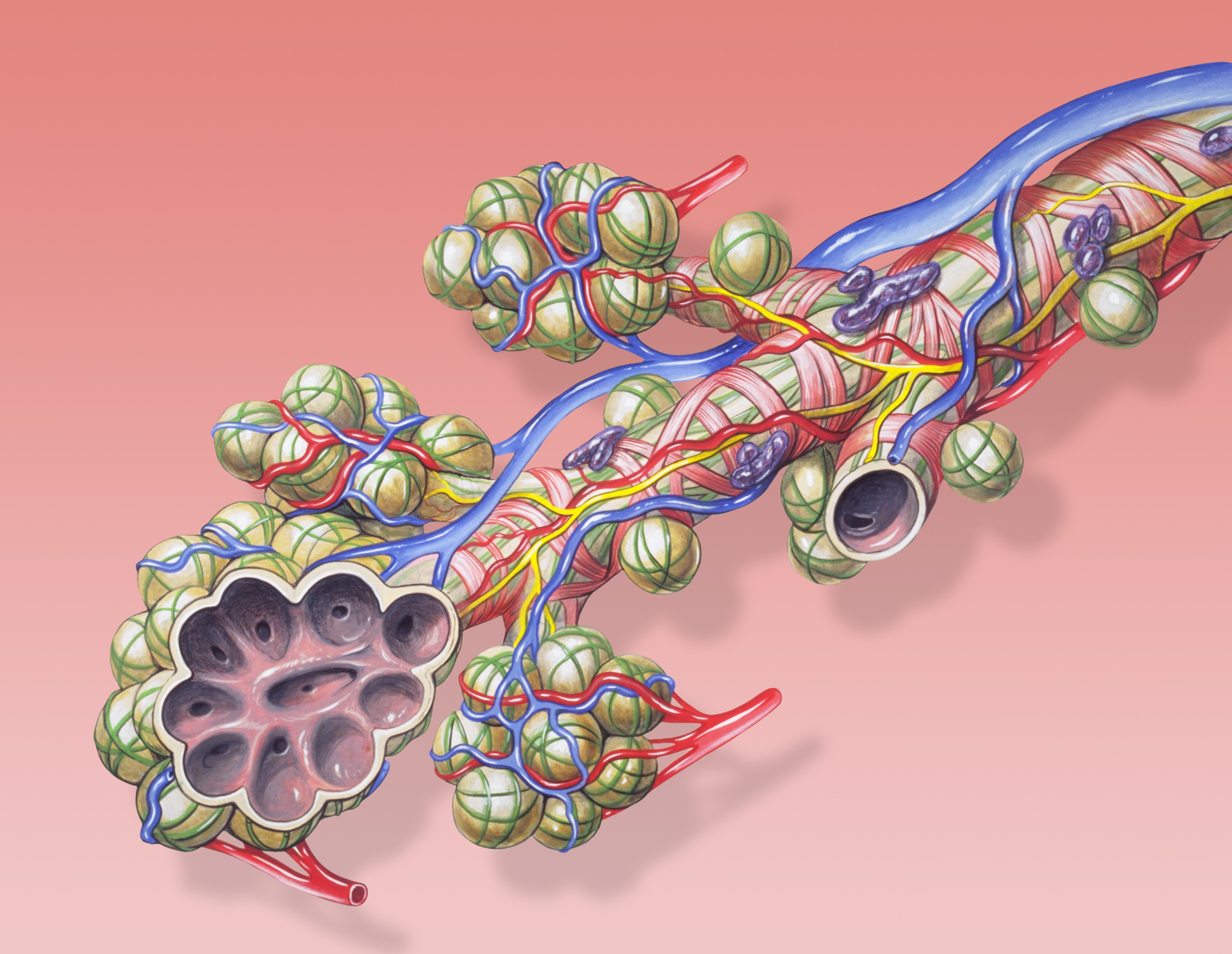
Альвеолы с сосудами
Альвеола
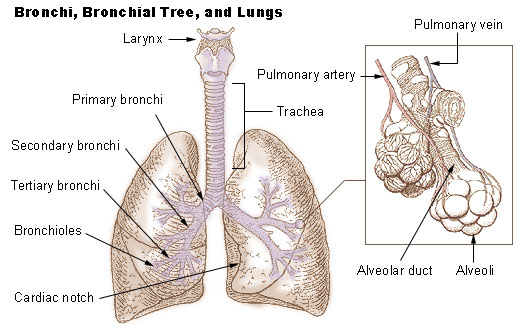
Трахея, бронхи, лёгкие
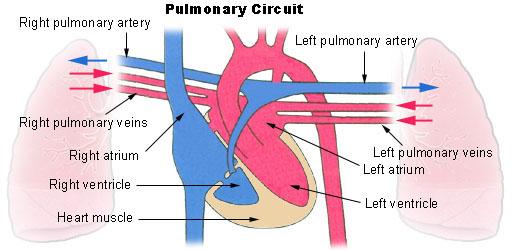
Малый круг
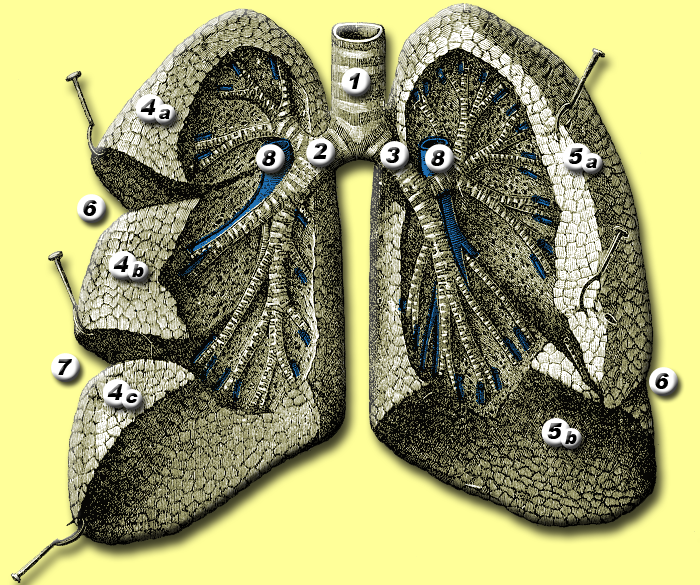
Лёгкие
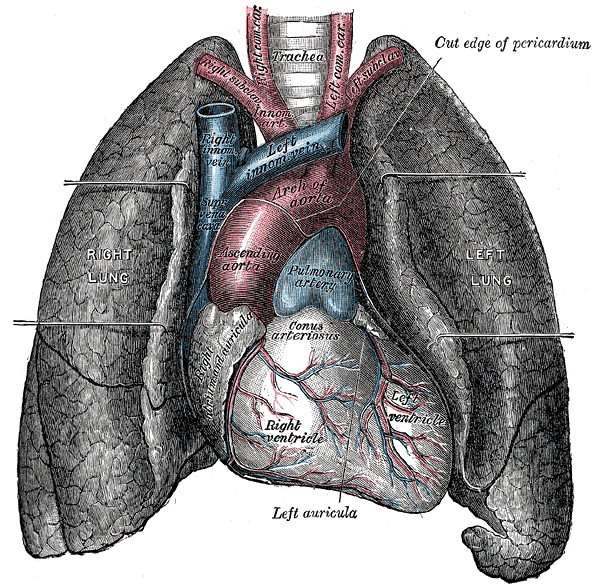
Сердце и лёгкие, вид спереди.
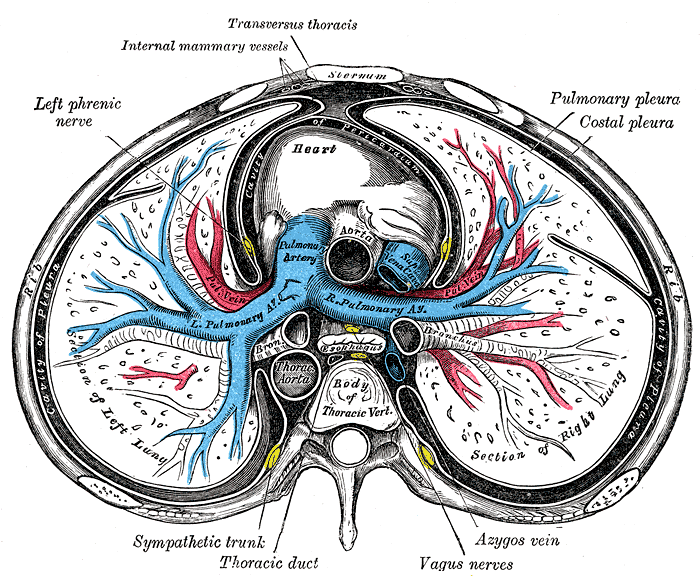
Поперечный разрез грудной клетки.